# SloTop50
SloTop50 é uma parada musical eslovena fundada em 2013.